# Otto Boyer

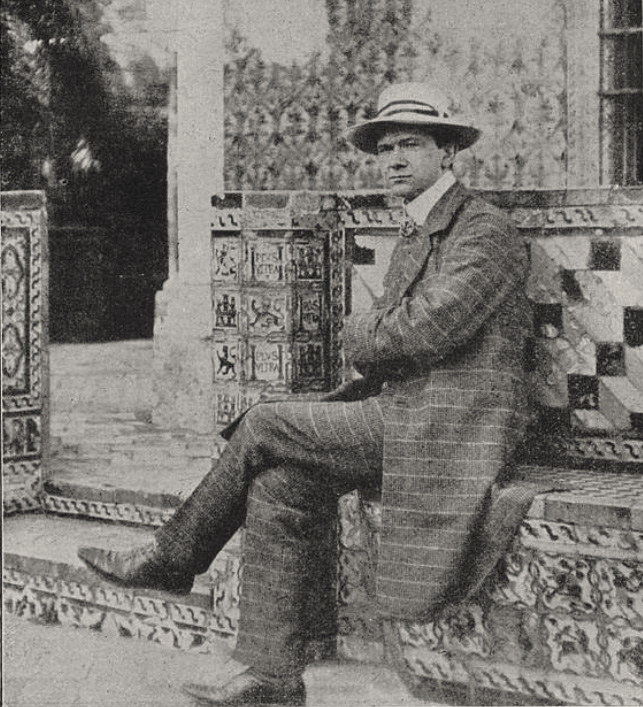
Otto Boyer auf Studienreise in Granada, Alhambra

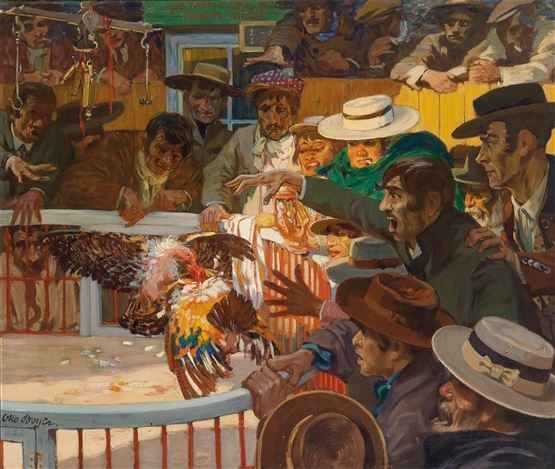
Hahnenkampf in Spanien, Gemälde von Otto Boyer, ohne Datum

Otto Boyer (* 21. Juni 1874 in Ückendorf bei Gelsenkirchen; † 30. Dezember 1912 in Jena) war ein deutscher Maler und Schriftsteller.

## Leben
Otto Boyer, Sohn des Ingenieurs Otto Boyer, studierte nach Absolvierung des Gymnasiums von 1894 bis 1902 an der Kunstakademie Düsseldorf, zuerst in der Elementarklasse von Heinrich Lauenstein und später als Meisterschüler von Eduard von Gebhardt. Studienreisen führten Boyer in den Mittelmeer-Raum und nach Vorderasien, insbesondere in den Kaukasus. 1906 nahm Boyer an der Nationalen Kunstausstellung in Madrid teil und erhielt den Orden Alfons’ XII.
Otto Boyer war Mitglied des Düsseldorfer Künstlervereins Malkasten, der Freien Vereinigung Düsseldorfer Künstler und nahm am künstlerisch-literarischen Stammtisch Rosenkränzchen teil, der von 1909 bis 1911 im Weinlokal mit selbigen Namen in der Altestadt bestand. In Düsseldorf-Oberkassel wohnte er zuletzt im Eigentum in der Wildenbruchstraße 94. Er überließ sein Haus dem Maler Adolf Münzer und zog nach Weimar, in ein Haus des Bildhauers Hugo Lange. In Weimar hatte er sich der Literarischen Gesellschaft angeschlossen.
Otto Boyer, erst 38 Jahre alt, verstarb in Jena und wurde im dortigen Krematorium eingeäschert und beerdigt. Die Gedächtnisrede hielt sein Freund Wilhelm Hegeler. Die Deutsche Schillerstiftung war in Vertretung des Vorsitzenden Oskar Bulle u. a. anwesend.

## Werke
Bilder
- Plakat: Der Herr von Papillon, zur Operette in 2 Aufzügen im Malkasten, Freitag, den 14. April 1899[10]
- Sommerabend am Rhein bei Düsseldorf[11]
- Der Kuhhandel, 1902[12]

Gemälde
- Susanna im Bade, 1905, Kunstmuseum Gelsenkirchen.

Roman
- Otto Boyer: Fuegos Fatuos. Fragment aus dem Leben eines fantasierenden Müßiggängers. Roman, Verlag von Schmitz und Olbert, Düsseldorf, 1910